# René Bühler
Max René Bühler (* 6. Juli 1905 in Henau; † 26. März 1987 in St. Gallen) war ein Schweizer Unternehmer aus der Unternehmerfamilie Bühler und Schweizer Nationalrat (FDP). Er war Geschäftsführer und Mitinhaber der Gebrüder Bühler, der heutigen Bühler AG.

## Leben
René Bühler war das zweite von fünf Kindern des FDP-Kantonsrats Adolf Bühler junior und der Alice Forter, Tochter des Adolf Forter.
1934 wurde er in die Kollektivgesellschaft aufgenommen. Mit dem Ableben Adolf Bühlers waren er, sein ältester Bruder Robert Adolf und sein Cousin Rolf Theodor für den Ausbau des Unternehmens zu einem Weltkonzern prägend tätig.
René Bühler hatte mit seiner Frau Madeleine Robert-dit-Rose zwei Söhne, Max Heinrich Bühler und den späteren Alleininhaber Urs Felix Bühler.
René Bühler war 1951 bis 1959 Nationalrat (FDP). Er war Mäzen des Britisch-Schweizerischen Parlamentarier-Skirennen, in der sich alljährlich britische und schweizerische Parlamentarier in Davos im Skirennen messen. Er war Initiant des Abendtechnikums St. Gallen, gründete 1957 die Schweizerische Müllereifachschule und liess das Hotel Uzwil errichten.
Im Verwaltungsrat sass er 1967 bis 1985, von 1977 bis 1985 war er Vorsitzender der Firma. In dieser Zeit errichtete Bühler in China die ersten Anlagen und Büros und waren somit eine der ersten westlichen Unternehmen, die dort vor Ort vertreten waren. René Bühler starb 1987, seine Frau 1996.
Sein Cousin Rolf Bühler (FDP) und sein Schwager James Schwarzenbach (NA) waren ebenfalls Nationalräte. Seine Schwester Marcelle war Skirennfahrerin und ist die Mutter von Charlotte, George und Andreas Reinhart.